# Спомен
„Спомен“ е дебютният албум на певицата Мария. Включва 12 песни и е издаден през 2000 г. на аудиокасета и CD от „Пайнер“. Съдържа хитовете ѝ „Спомен“, „Животът си тече“, „С мен бъди“ и „Дете съм“.

## Песни
1. Животът си тече
2. Приказка
3. Спомен
4. Идол и мечта
5. Просто шик
6. Нощ е
7. За любов са мъжете
8. Дете съм
9. В забрава
10. Колелото се върти
11. С мен бъди
12. Спомен (ремикс)

## Видеоклипове
| Видеоклип       | Премиера | Албум  | Режисьор        |
| --------------- | -------- | ------ | --------------- |
| Спомен          | 2000     | Спомен | Николай Скерлев |
| С мен бъди      | 2000     | Спомен | Петьо Картулев  |
| Дете съм        | 2000     | Спомен | Петьо Картулев  |
| Животът си тече | 2000     | Спомен | Николай Скерлев |
| Приказка        | 2001     | Спомен | Петьо Картулев  |
| В забрава       | 2001     | Спомен | Петьо Картулев  |

## ТВ Версии
| Видеоклип       | Албум  | Програма                              |
| --------------- | ------ | ------------------------------------- |
| С мен бъди      | Спомен | Новогодишна програма на „Пайнер“ 2000 |
| Спомен (ремикс) | Спомен | Фолкмаратон 100                       |
| Дете съм        | Спомен | Промоция „Аз, Силвия“                 |

## Музикални изяви

### Участия в концерти
- 10 години „Пайнер“ – изп. „Спомен“
- Тракия фолк 2000 – изп. „Който пее зло не мисли“ и „Спомен“
- Концерт есен 2000 – изп. „Спомен“
- 1 година вестник „Фолк ревю“ – изп. „Дете съм“
- Златният мустанг 2001 – изп. „В забрава“ и „Първа луна“